# State Line (comté de Franklin, Pennsylvanie)
Pour les articles homonymes, voir State Line.
State Line est une census-designated place située dans le comté de Franklin, dans le Commonwealth de Pennsylvanie, aux États-Unis.